# Pět neděl v baloně
Pět neděl v baloně nebo také Pět neděl v balonu (podle starších pravopisů rovněž s dlouhým o či dvěma l) (Cinq semaines en ballon), je dobrodružný román francouzského spisovatele Julesa Verna, vydaný v roce 1863. Bylo to první autorovo dílo, které mělo obrovský úspěch, a to nejen ve Francii, ale po celém světě. Ve Vernově románovém cyklu Podivuhodné cesty (Les Voyages extraordinaires), který měl podle francouzského nakladatele Pierra-Julese Hetzela „shrnout všechny znalosti zeměpisné, geologické, fyzikální, astronomické, tak jak je shromáždila moderní věda, a zpracovat tak barvitým a poutavým způsobem…dějiny světa“, má pořadové číslo jedna. Toto pořadí však kniha získala zpětně až roku 1866, kdy vyšla definitivní verze autorova románu Dobrodružství kapitána Hatterase, který byl prvním Vernovým dílem označeným jako součást Podivuhodných cest.
První české vydání knihy vyšlo již v roce 1874 v překladu Roberta Nápravníka (pod pseudonymem J. Drn) – jde o třetí Vernův román, který byl přeložen do češtiny.

## Obsah románu

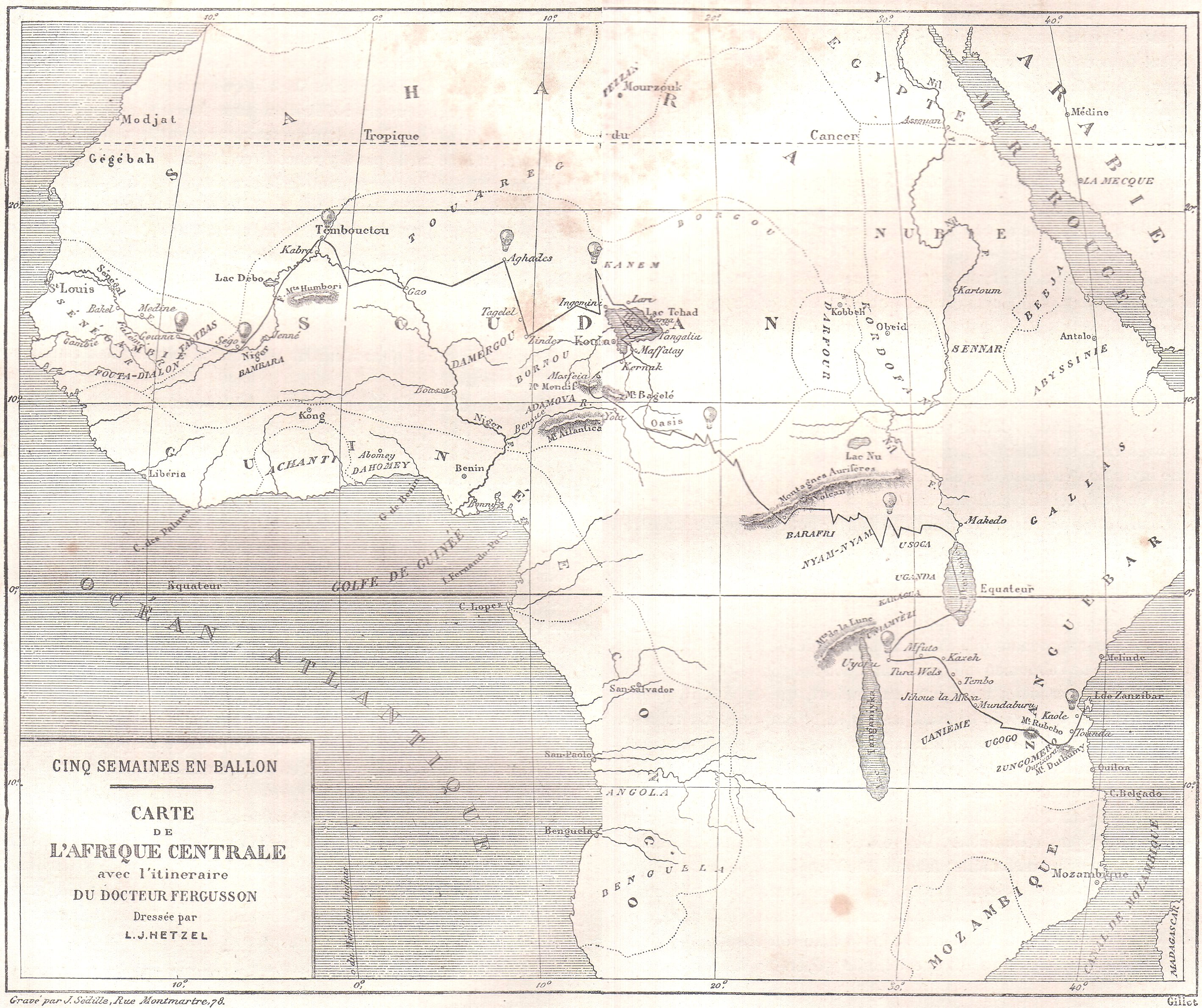
Pět neděl v baloně, mapa cesty balonu Viktorie z francouzského vydání románu.

Román vypráví o dobrodružné výpravě doktora Fergussona, který se svým přítelem Richardem Kennedym a sluhou Joem Wilsonem podnikl výzkumnou cestu řiditelným balonem Viktoria (balon byl vybaven zařízením umožňujícím libovolný vzestup a sestup, a tak mohl vzduchoplavec využívat větrů vanoucích v různých výškách rozdílným směrem) nad pevninou tehdy ještě neprobádané Afriky. Po startu ze Zanzibaru prožili mnohá dobrodružství s africkým obyvatelstvem, bojovali se zvířaty i s přírodními živly, prozkoumali prameny Nilu a po překonání mnohých dalších obtíží šťastně přistáli na řece Senegal u Gouinských vodopádů.

## Ilustrace
Knihu Pět neděl v baloně ilustrovali Édouard Riou a Henri de Montaut.

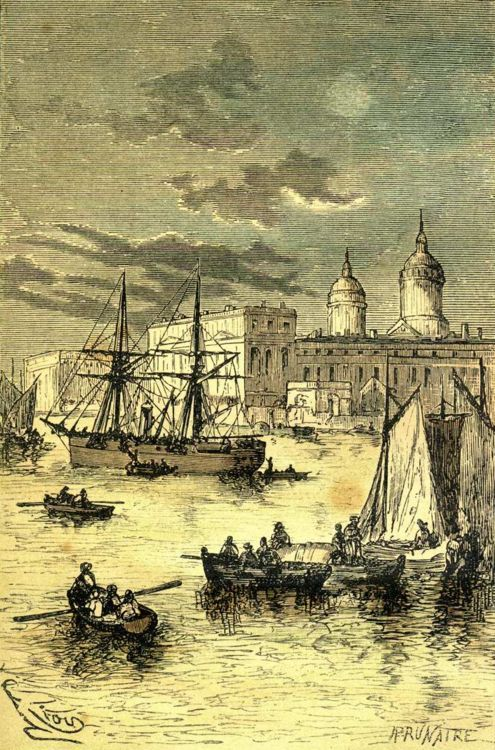
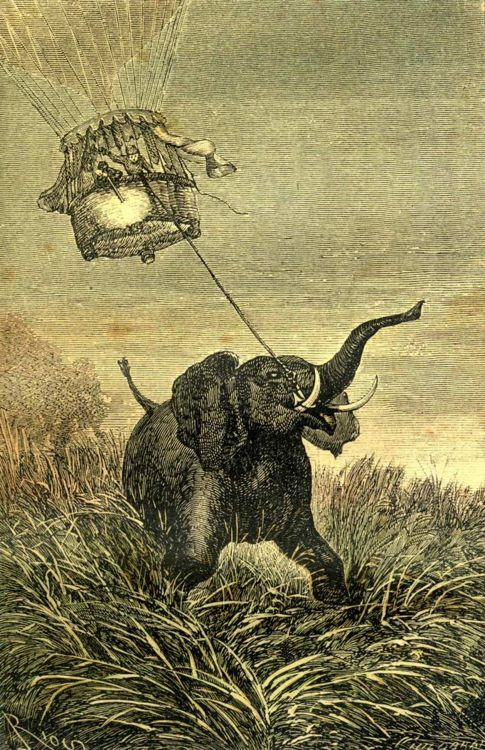
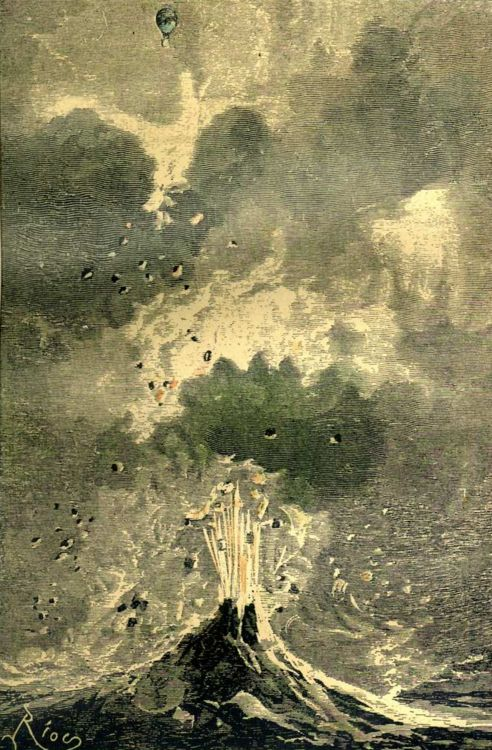
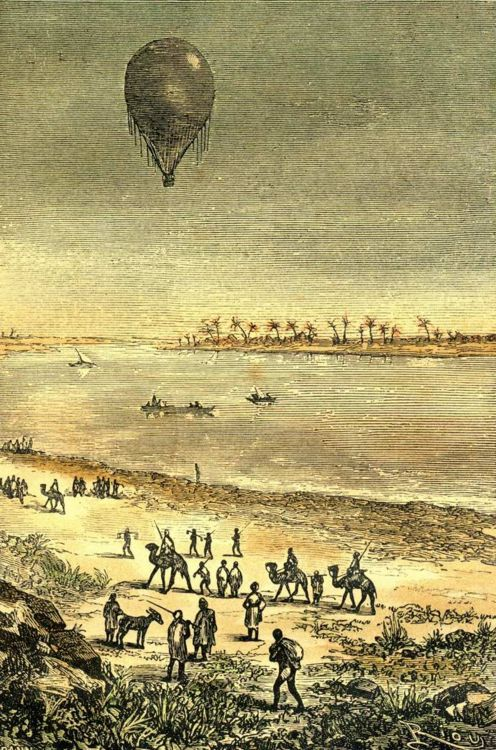

## Adaptace
Jako inspiraci použil knihu Nathan Juran ve svém filmu Flight of the Lost Balloon (1961). Podle knihy natočil o rok později americký režisér Irwin Allen dobrodružný film Five Weeks in a Balloon. V roce 1966 byl natočen rumunský film Cinci saptamîni în balon. V roce 1975 pak René Cardona ml. natočil mexický film Viaje fantástico en globo. V něm roli Dr. Fergussona odehrál Hugo Stiglitz.

## Balon Viktoria v současnosti
Románový balon Viktoria se pokusila realizovat r. 2009 brněnská vzduchoplavební společnost Viktoria. Protože z technického hlediska nebylo možné repliku postavit, neboť Verne se ve svém popisu nedrží fyzikálních zákonů, je novodobá Viktoria běžným horkovzdušným balonem, vyrobeným v továrně Balóny Kubíček.

## Česká vydání
- Pět neděl v ballóně, Spolek pro vydávání laciných knih českých, Praha 1874, přeložil Robert Nápravník pod pseudonymem J. Drn, Dostupné online.
- Pět neděl v balóně, Alois Hynek, Praha 1893, druhé vydání v období 1901 až 1925 nedatováno.
- Pět neděl v baloně, Bedřich Kočí, Praha 1907, přeložila Pavla Moudrá, druhé vydání v období 1910 až 1911, Lidové nakladatelství v Praze
- Pět neděl v baloně, J. R. Vilímek, Praha 1898, přeložil František Pelikán, znovu 1912, 1920, 1923, 1931 a 1934.
- Pět neděl v balóně, Mladá fronta, Praha 1958, přeložil Benjamin Jedlička, znovu 1967.
- Pět neděl v balónu, SNDK, Praha 1963, přeložil Václav Netušil, znovu Albatros, Praha 1969, 1977 a 1987.
- Pět neděl v baloně, Grafoprint-Neubert, Praha 1994, přeložil Benjamin Jedlička,
- Pět neděl v baloně, Návrat, Brno 1999, přeložil František Pelikán, znovu 2006 a 2009.
- Pět neděl v baloně, Levne knihy KMa, Praha 2005, přeložil Benjamin Jedlička,
- Pět neděl v balonu, Albatros, Praha 2009, převyprávěl Ondřej Neff, znovu 2018 a 2022.
- Pět neděl v baloně, Nakladatelství Josef Vybíral, Žalkovice 2013, přeložil František Pelikán, znovu 2023.
- Pět neděl v baloně, Omega, Praha 2014.